# Ланга, Жулиу Дуарте
Жулиу Дуарте Ланга (порт. Júlio Duarte Langa; род. 27 октября 1927, Магунзе, Мозамбик) — мозамбикский кардинал. Епископ Шаи-Шаи с 31 мая 1976 по 24 июня 2004. Кардинал-священник с титулом церкви Сан-Габриэле-делл-Аддоларата с 14 февраля 2015.